# Centrale solare

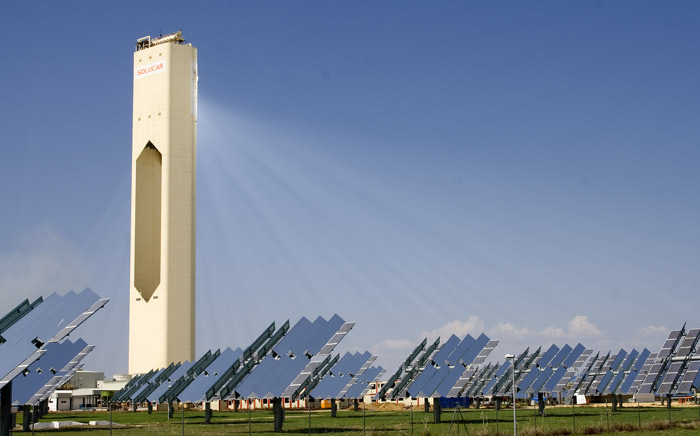
Centrale solare a specchi Solucar PS10

Una centrale solare è una centrale elettrica che utilizza l'energia solare per produrre corrente elettrica. Esistono due tipi di centrali solari: la centrale a concentrazione e la centrale termodinamica.

## Centrale fotovoltaica

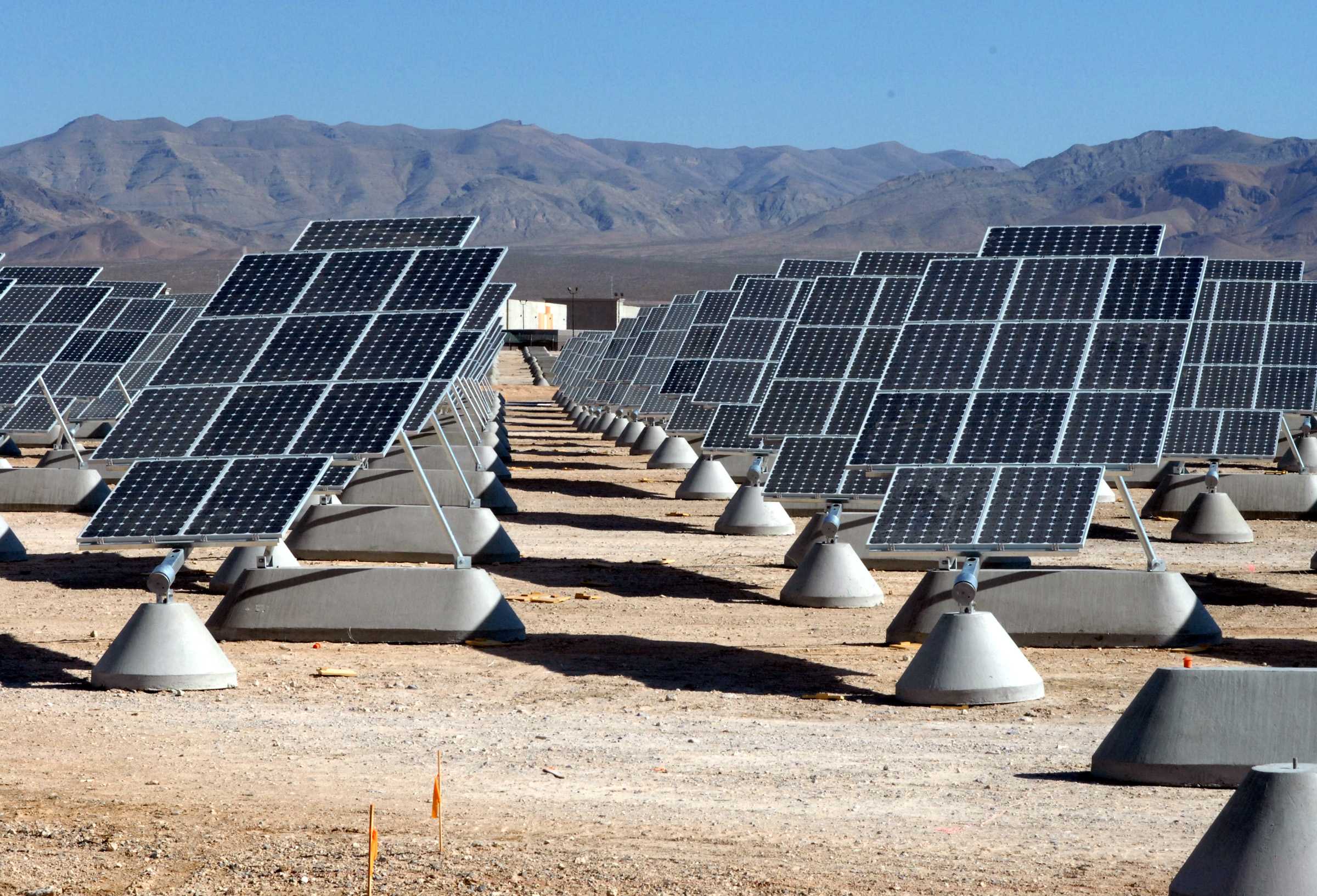
Pannelli fotovoltaici nella Nellis Air Force Base

Questo tipo di centrale elettrica utilizza dei moduli fotovoltaici per convertire direttamente la luce solare in energia elettrica tramite l'effetto fotovoltaico, quindi è differente dalla maggior parte delle centrali perché non utilizza il gruppo turbina-alternatore.
Può avere un'efficienza compresa tra il 10% e il 15% a seconda delle caratteristiche tecniche dei componenti utilizzati, soprattutto dei moduli.
I moduli con altissima efficienza tuttavia non vengono normalmente utilizzati in strutture estese come quelle di una centrale per via del loro elevato costo.
In Italia le centrali fotovoltaiche sono regolamentate dal Decreto attuativo n. 181 del 5 agosto 2005, noto anche come Conto energia.
Indipendentemente da questa normativa, alcuni interventi a fondo perduto vengono saltuariamente deliberati dalle istituzioni.
Tra questi il più recente è stato il bando per le Piccole e Medie Imprese per la promozione delle fonti rinnovabili per la produzione di energia elettrica e/o termica, emanato dal Ministero dell'Ambiente e della Tutela del Territorio e del Mare congiuntamente con Medio Credito Centrale S.p.A. e pubblicato nella Gazzetta Ufficiale n. 12 del 16 gennaio 2007.
Nel 2009 la Spagna e la Germania avevano posizioni leader nella costruzione di questo tipo di centrali: tra le 50 più grandi del mondo, ben 45 si trovano in questi due paesi che hanno fatto gli investimenti maggiori in questo tipo di tecnologia. Nel 2016 la centrale fotovoltaica più grande del mondo era il NOOR di Ouarzazate in Marocco..

## Centrale elettrica termica (collettori parabolici)

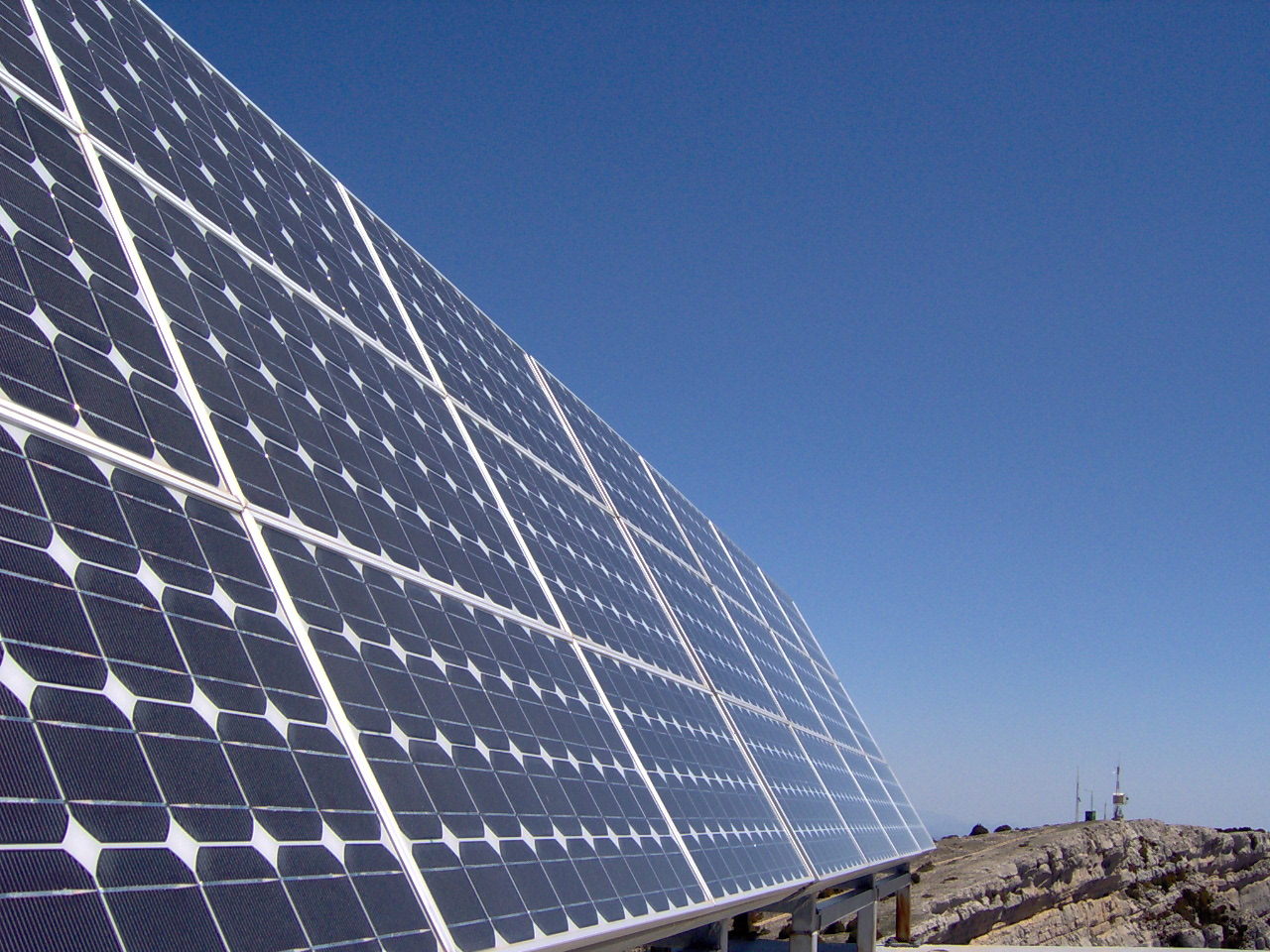
Pannelli solari

Questo tipo di centrale solare immagazzina l'energia solare attraverso dei pannelli solari che provvedono a convogliare la luce solare nell'olio minerale. Questo liquido assorbendo l'energia solare si riscalda fino a giungere temperature di alcune centinaia di gradi Celsius. Quindi attraverso uno scambiatore cede calore all'acqua che vaporizzando viene convogliata in una turbina collegata a un alternatore. La turbina sottrae energia cinetica al vapore acqueo e la converte in energia meccanica che viene utilizzata dall'alternatore per produrre corrente elettrica. Esiste un secondo tipo di centrale che non utilizza pannelli solari ma specchi. Gli specchi vengono puntati verso un serbatoio posto alla sommità di una torre. La luce concentrata dagli specchi fa evaporare il liquido contenuto nel serbatoio che inviato alla turbina e all'alternatore per generare energia elettrica.
Questo secondo tipo di centrale termica consente di raggiungere temperature maggiori e quindi consente di utilizzare come liquido altri elementi oltre all'acqua innalzando l'efficienza complessiva del sistema.
Siccome la radiazione solare media è di circa 1.000 watt/m2, il rendimento termodinamico è altissimo rispetto a quello fotovoltaico. La quantificazione espressa da Carlo Rubbia, Nobel per la fisica, chiarisce i vantaggi del sistema termodinamico:
"Come esperimento pilota i 20 megawatt raggiunti dalle tecnologie solari alla centrale di Priolo non sono da buttar via: bastano a una città di 20 mila abitanti, consentono di risparmiare 12.500 tonnellate equivalenti di petrolio l'anno ed evitano l'emissione di 40 mila tonnellate l'anno d'anidride carbonica. Il bello è che questo tipo di energia è conveniente: ai prezzi attuali, l'impianto si ripaga in 6 anni e ne dura 30. Oltretutto, una volta avviata la produzione di massa, i prezzi di costruzione tenderanno al dimezzamento".
Centrali di questo tipo sono usate da anni negli Stati Uniti, e più di recente in Spagna se n'è autorizzata la costruzione. Nel dicembre 2007 anche il governo italiano ha approvato un piano industriale per costruire dieci centrali da 50 MWatt nel sud Italia.
Gli impianti più moderni prevedono di stoccare il fluido ad alta temperatura in appositi serbatoi isolati, che permettono di far funzionare le turbine durante la notte, in alcuni casi con una autonomia di alcuni giorni in caso di cattivo tempo. Questi impianti hanno comunque la possibilità di essere alimentati anche a gas nel caso le condizioni sfavorevoli perdurino.
Gli specchi solari attuali per funzionare correttamente richiedono di essere correttamente puntati rispetto al Sole e quindi sono presenti sistemi motorizzati che provvedono a far mantenere l'orientamento corretto. In questo modo si può sfruttare appieno l'energia solare.
Grossi passi in avanti hanno fatto negli ultimi anni gli studi sulla Non imaging Optics "ottica senza ricostruzione dell'immagine" che permettono già ora di costruire concentratori parabolici fissi, (in inglese CPC Compound Parabolic Concentrator) che accettano angoli di ingresso per la radiazione solare anche di 55 gradi.
Gli impianti di ultima generazione, come quello di Priolo in Sicilia (Progetto Archimede), utilizzando dei sali fusi come liquido convettore, riescono a raggiungere temperature di 550 gradi permettendo l'utilizzo delle stesse tecnologie delle centrali tradizionali e quindi esiste sia la possibilità di affiancamento ad impianti esistenti, sia una riduzione dei costi grazie all'utilizzo di componenti standard.
La Spagna ha recentemente accolto Rubbia, dopo che lo stesso è stato allontanato dalla guida dell'ENEA ed ha avviato la realizzazione industriale della centrale che doveva essere realizzata in Italia.
Lo spazio occupato da centrali di questo tipo dipende dalla potenza delle stesse, e può quindi risultare piuttosto consistente.

## Pro e contro
Le centrali solari, e in particolare quelle con tecnologia fotovoltaica, devono far fronte alla non continua presenza (o "aleatorietà") della fonte energetica, questa forma di energia è infatti dipendente dalle condizioni atmosferiche come la presenza di nubi o pioggia. Per lo stesso motivo, la fonte solare viene definita "non programmabile".
Altro problema è relativo alle grandi superfici necessarie rispetto ad altri tipi di centrali, a parità di produzione. La Germania, che fra i paesi europei è quello più ricco di centrali solari, riesce a rispondere solo allo 0,4% del proprio fabbisogno energetico con la fonte fotovoltaica, secondo i dati disponibili al 2008.
Infine, gli impianti fotovoltaici, ove occupino grandi superfici, possono avere un impatto negativo sul paesaggio, specie se installati in contesti collinari e su aree vocate all'agricoltura.
Tuttavia sono notevoli anche i lati positivi di questa fonte di energia:
- non ci sono emissioni inquinanti o di gas serra, fatto salvo quelle relative al processo di produzione dei moduli;
- non occorre estrarre, trasportare, processare combustibili: operazioni spesso assai complesse, e connesse con rischi ed oneri sia ambientali che socio-sanitari anche notevoli;
- la fonte energetica è assicurata per miliardi di anni e gratuita, mentre i prezzi di combustibili fossili e uranio sono variabili e presumibilmente destinati ad un andamento crescente col ridursi delle riserve totali e il progressivo esaurimento di quelle economicamente e tecnicamente più convenienti da sfruttare.
- lo sfruttamento dell'energia solare è libero, non intermediato e prescinde dall'instaurazione e dal mantenimento di rapporti commerciali o dalla stabilità delle relazioni internazionali,
- non si producono come nel caso del nucleare scorie per il cui smaltimento non sono disponibili siti adatti,
- il processo produttivo è relativamente semplice e scevro da rischi legati a errori umani o malfunzionamenti.
- la centrale è intrinsecamente innocua per gli abitanti nei dintorni, né si presta a attentati terroristici per la natura "diffusa" e "scalabile" della modalità di produzione.

Anche il fattore costo, che attualmente arriva dai 1000 euro ai 20000, ancora non competitivo (sebbene in calo), se riveduto con quello che è il costo ambientale delle fonti fossili, (tensioni geopolitiche, inquinamento, effetto serra, cambiamento climatico), può essere riconsiderato e valutato sulla base degli scenari futuri.

## Sviluppi futuri
Attualmente la maggior parte delle ricerche vertono sul perfezionamento delle celle fotovoltaiche. Si sta cercando di ottenere celle con un'efficienza maggiore di quelle attuali e nel contempo si sta cercando di rendere le celle fotoelettriche ad alta efficienza più economiche in modo da ridurre i costi di costruzione delle centrali elettriche. Un'altra via più radicale è la costruzione di centrali solari orbitali. Queste centrali sono già realizzabili con la tecnologia odierna, ma avrebbero un costo elevatissimo per via dell'enorme quantità di denaro necessario per mandare in orbita la centrale. In ogni caso alcuni studi sono a buon punto e alcune nazioni (il Giappone in particolare) intendono costruire una di queste centrali entro il 2040.